# Gare des Mazes-Le Crès
Gare des Mazes-Le Crès – przystanek kolejowy w Le Crès, w departamencie Hérault, w regionie Oksytania, we Francji.
Jest przystankiem kolejowym Société nationale des chemins de fer français (SNCF), obsługiwanym przez pociągi TER Languedoc-Roussillon.